# Gynacantha constricta
Gynacantha constricta är en trollsländeart som beskrevs av Hämäläinen 1991. Gynacantha constricta ingår i släktet Gynacantha och familjen mosaiktrollsländor. IUCN kategoriserar arten globalt som sårbar. Inga underarter finns listade i Catalogue of Life.